# آرخنکلا
آرخنکلا (به اسپانیایی: Argençola) یک شهرستان در اسپانیا است که در کاتالونیا واقع شده‌است.

## خصوصیات
آرخنکلا ۴۷٫۰۹ کیلومترمربع مساحت و ۲۲۹ نفر جمعیت دارد و ۷۱۶ متر بالاتر از سطح دریا واقع شده‌است.